# Ayadi Hamrouni
Ayadi Hamrouni (ar. العيادي الحمروني; ur. 24 grudnia 1971 w Oudrefie) – tunezyjski piłkarz grający na pozycji napastnika. W swojej karierze rozegrał 33 mecze i strzelił 9 goli w reprezentacji Tunezji.

## Kariera klubowa
Swoją karierę piłkarską Hamrouni rozpoczął w klubie Espérance Tunis, w którym występował w latach 1991-2000. Wywalczył z nim pięć mistrzostw Tunezji w sezonach 1992/1993, 1993/1994 1997/1998, 1998/1999 i 1999/2000 oraz zdobył dwa Puchary Tunezji w sezonach 1996/1997 i 1998/1999, Puchar Mistrzów w 1994 roku, Superpuchar Afryki w 1995 roku i Puchar Zdobywców Pucharów w 1998.

## Kariera reprezentacyjna
W reprezentacji Tunezji Hamrouni zadebiutował 22 lutego 1992 w zremisowanym 1:1 towarzyskim meczu z Nigerią, rozegranym w Tunisie. W 1994 roku został powołany do kadry na Puchar Narodów Afryki 1994. Na tym turnieju rozegrał dwa mecze grupowe: z Mali (0:2) i z Zairem (1:1). Od 1992 do 1999 roku rozegrał w kadrze narodowej 33 mecze i strzelił 9 goli.